# Медресе ан-Насира Мухаммада
Медресе ан-Насира Мухаммада — медресе и мавзолей, расположенные в районе Бейн эль-Касрайн на улице Муизз в Каире, столице Египта. Комплекс был воздвигнут в честь мамлюкского султана Мухаммада I ан-Насира, но его строительство началось в 1296 году при султане Китбуги аль-Адиля, чей период правления пришёлся на время между первым и вторым царствованиями Мухаммада I ан-Насира. Когда Мухаммада I ан-Насира вернулся на трон в 1299 году, то руководил строительством медресе вплоть до его завершения в 1303 году. Медресе ан-Насира Мухаммада примыкает к более раннему больничному и погребальному комплексу Султана Калауна и более поздней мечети-медресе султана Баркука.

## История
Мухаммад I ан-Насир был девятым мамлюкским султаном Египта, младшим сыном султана Калауна аль-Мансур, он родился в 1285 и умер в 1341 году. Мухаммад I ан-Насир трижды всходил на престол и правил с 1293 по 1294 год, с 1299 по 1309 год и с 1309 по 1341 год. В декабре 1293 года его старший брат Аль-Ашраф Халиль был убит, и трон достался 9-летнему ан-Насиру Мухаммаду. В течение первых двух царствований он играл роль номинального правителя. Ко времени своего третьего периода правления Мухаммад I ан-Насир достиг 24-летнего возраста и принял на себя всю власть над Египтом. Этот период прошёл без серьёзных конфликтов и ознаменовал собой наивысшую точку владычества мамлюков в Египте. Мухаммад I ан-Насир способствовал проведению множества общественных работ, таких как строительство каналов, площадей, медресе и мечетей.
Возведение этого медресе было начато при султане Китбуги аль-Адиля, правившем с 1294 по 1296 год (между первым и вторым царствованиями Мухаммада I ан-Насира), но оно было завершено уже во время второго периода царствования (1299—1309) Мухаммада I ан-Насира. Исламский историк ан-Нувайри писал, что Китбуга аль-Адиль возвёл мавзолей вместе с молитвенным айваном, а Мухаммад I ан-Насир завершил строительство здания и пристроил к нему минарет. Кроме того, исламский историк аль-Макризи сообщал, что Китбуга аль-Адиль руководил строительством здания вплоть до его верхней части полосы надписей, а Мухаммад I ан-Насир выполнил остальную часть. Комплекс был открыт в 1303 году, когда был добавлен минарет.
Мухаммад I ан-Насир никогда не был похоронен в мавзолее, названном в его честь. Он боялся волнений после своей смерти из-за соперничества между его эмирами и предпочёл быть тайно похороненным в мавзолее своего отца, мавзолее султана Калауна. Однако оно служило местом захоронения его матери бинт Сукбай и его сына Анука.

## Архитектура
Медресе ан-Насира Мухаммада расположено рядом с мавзолейным комплексом его отца, султана Калауна, и более поздним султана Баркука, в районе Бейн эль-Касрайн. Он был построен из кирпича и имеет стукковые узоры и надписи на внешней и внутренней стороне. Надпись вдоль фасада сделаны в честь Мухаммада I ан-Насира, но заканчивается она датой основания — 1296 годом. Это означает, что после возвращения на трон в 1299 году Мухаммад I ан-Насир заменил имя Китбуги аль-Адиля своим собственным, не изменив второй части надписи.
Медресе ан-Насира Мухаммада — одно из трёх медресе в Каире, где размещались все четыре суннитские школы права. Медресе включает последний стукковый михраб (нишу, указывающую направление молитвы) в Египте, уникальный своими приподнятыми яйцевидными лепными выступами в горельефе с перфорированным орнаментом, украшающим козырёк михраба. Этот стиль очень напоминает лепнину, изготовляемую в иранском Тебризе при монгольском правлении Ильханидов, и историки предполагают, что она была создана мастерами из монгольского Ирана или Тебриза. Кроме михраба, в целом в интерьере здания сохранилось сравнительно мало украшений.
Купольный мавзолей отделён от медресе главным входным коридором, из которого в него можно попасть. Главный входной коридор пронизан окнами, обращёнными к медресе и мавзолею, визуально связывающими их. По существу медресе ан-Насира Мухаммада имеет ту же планировку, что и мавзолей-медресе султана Калауна (его отца), расположенный по соседству. Купол мавзолея рухнул в 1870 году и никогда не был заменён на новый, таким образом ныне сохранился лишь барабан купола. Простая деревянная крыша ныне покрывает пространство, когда-то покрытое куполом.

### Портал
Самым уникальным элементом медресе ан-Насира Мухаммада является его готический мраморный портал, приобретённый у христианской церкви в городе Акра после победы аль-Ашрафа Халиля над крестоносцами в 1291 году. Когда эмир наткнулся на церковь с этим порталом в качестве ворот, он решил перевезти её целиком в Каир. Он хранил его у себя до конца правления аль-Ашрафа Халиля и в течение всего первого периода царствования Мухаммада I ан-Насира, но был изъят султаном Китбугой аль-Адилем и использован в этом медресе.
Портал «состоит из стрельчатой арки с тройным углублением, обрамлённым с каждой стороны тремя стройными колоннами». В верхней части арки было начертано «Аллах». Средневековый исламский историк аль-Макризи хвалил этот портал за мастерство его создателей, писав, что «его ворота — одна из самых удивительных вещей, созданных сынами Адама, ибо он сделан из одного куска белого мрамора, изумительного по форме и возвышенного по мастерству». Хотя мечети и медресе Каира обладают ещё несколькими выдающимися порталами, ворота медресе ан-Насира Мухаммада имеют историческое значение, выступая в качестве трофея победы мусульман над крестоносцами. Высокая оценка аль-Макризи этого портала может быть вызвана этим фактом или его экзотической привлекательностью.

### Минарет
Чрезвычайно стилизованные и украшенные лепниной узоры на нижней прямоугольной секции минарета медресе ан-Насира Мухаммада являются ещё одним уникальным элементом комплекса. Это один из немногих сохранившихся стукковых минаретов в Каире, украшенный медальонами, килевидными арочными нишами и секциями, заполненными геометрическими и цветочными узорами. Медальоны и килевидные арочные ниши схожи с более ранним фатимидскими и айюбидскими украшениями, а растительные узоры характерны для лепнины этого периода. Некоторые геометрические узоры напоминают те, что использовались в михрабе мечети аль-Азхар. Полоса куфической надписи проходит через нижнюю декоративную аркаду, в то время как большая надпись, выполненная почерком сулюс, венчает верхнюю часть прямоугольной секции, прямо под балконом скульптурных мукарн, и содержит имя Мухаммада I ан-Насира. Некоторые историки предполагают, что качество и плотность лепнины здесь указывает на участие в её создании магрибских или андалузских мастеров.
Минарет также необычен тем, что он был воздвигнут непосредственно над входным порталом и над главным входным коридором, что было редким в мамлюкской архитектуре, в которой минареты обычно размещались на своих собственных цельных опорах в стороне от входа, для обеспечения большей устойчивости.
Только нижняя прямоугольная часть минарета оригинальна, второй уровень, скорее всего, был добавлен султаном Иналом, так как он напоминает другой каменный минарет, построенный им от своего имени. Он имеет восьмиугольный ствол и зелёные стеклянные или керамические элементы, которые заполняют лепнину. Самый верхний уровень минарета, вероятно, относится к османской эпохе.